# Margot Sponer
Margot Sponer (Neisse, 10 de febrero de 1898-Berlín, 27 de abril de 1945) fue una filóloga, profesora y traductora independiente alemana. Trabajó como profesora de español en la Universidad Friedrich Wilhelm de 1929 a 1932, y nuevamente de 1937 a 1942. Después de su despido de la universidad, Sponer trabajó como traductora independiente mientras estuvo activa en la resistencia alemana al nazismo, utilizando sus contratos internacionales para ayudar a las personas a escapar de la persecución del gobierno, por lo que fue arrestada en 1942. Según los informes, murió en 1945 después de que miembros de las Schutzstaffel la sacaran a rastras de su casa y le dispararan en la calle durante la Batalla de Berlín. Era la hermana menor de la física y química Hertha Sponer.

## Biografía

### Primeros años de vida y educación
Margot Sponer nació el 10 de febrero de 1898 en Neisse, Silesia, entonces parte del Imperio alemán, hija del comerciante Robert Franz Sponer y de Elsabeth Heerde, tres años después del nacimiento de su hermana Hertha Sponer. En 1919, Sponer terminó su educación secundaria en Quedlinburg, después de lo cual estudió filología románica y germánica, además de árabe en universidades de varias ciudades: Halle, Leipzig, Nápoles, Grenoble, Madrid y Berlín.
En abril de 1929, Sponer comenzó a trabajar como profesora asistente de español en la Universidad Friedrich Wilhelm para mantenerse económicamente, prepararse para los exámenes y completar su tesis. Defendió su tesis doctoral Altgalizische Urkunden (en español, «Documentos en gallego antiguo») en julio de 1931. En él, determinó las regiones donde se escribieron 156 documentos en lengua gallega de los siglos X al XV, y los puso a disposición en un índice de búsqueda. Los documentos se obtuvieron de otros lingüistas que encontró en Galicia y Portugal en el verano y otoño de 1926.
Dejó su puesto de profesora en el semestre de invierno de 1932/1933 y, tras la toma del poder por los nazis ese mismo año, se mudó a España. Poco se sabe de su paso por España, pero en 1934 se sabe que tradujo una de las conferencias de su hermana en Madrid. El 20 de junio de 1935, cuatro años después de su tesis, se doctoró en filología gallega con magna cum laude en España. Sus asesores de doctorado fueron Ernst Gamillscheg y Eduard Wechssler. Después del estallido de la guerra civil española en 1936, regresó a Alemania.

### Carrera académica
Durante su estadía en España, publicó varios trabajos sobre lenguas romances en Iberia, incluidos Katalanische Mundarten (en español: «Dialectos catalanes») distribuidos a través del Instituto de Investigaciones Fonéticas en discos fonográficos en Berlín en 1931. Se trataba de grabaciones de dialectos catalanes del norte acompañados por folletos con traducciones, transcripciones fonéticas y notas rápidas sobre características lingüísticas únicas en la introducción. Además, escribió críticas textuales de fuentes hispánicas medievales, como la del Libre de Consolació s'Ermità de Ramon Llull, escrito en 1313.
El 26 de abril de 1937, Sponer volvió a trabajar en la Facultad de Filosofía de la Universidad de Berlín, donde obtuvo un puesto como profesora de español. Realizó un viaje de investigación a México y Estados Unidos en 1938. En su informe del viaje escribió sobre sus incentivos económicos para ir, junto con información detallada sobre el sistema educativo de México y las estadísticas sobre extranjeros en el país. También incluyó una evaluación crítica del gobierno de izquierda gobernante.
En 1940, su puesto docente se trasladó a la recién formada Facultad de Estudios Extranjeros. En diciembre de ese mismo año, comenzó a trabajar como profesora suplente de español en la Wirtschaftshochschule Berlin. Realizó más viajes de investigación a España, una vez en 1940 y otra vez en 1941.
Sponer fue despedida de su puesto en la universidad el 1 de octubre de 1942 debido a su «incompatibilidad» con el jefe del departamento de español de la facultad en la que se encontraba. El Ministerio de Ciencia, Educación y Cultura del Reich se puso del lado de la facultad y rechazó su apelación. En noviembre, volvió a escribir al ministerio para que se revocara su despido, pero esto también fue rechazado.

### Resistencia al nazismo y muerte
Tras su despido de la universidad, Sponer se quedó en Berlín y trabajó como traductora independiente, y fue contratada de forma intermitente por el Ministerio de Asuntos Exteriores de Alemania. Mientras tanto, utilizó su red internacional de contratos para ayudar a los perseguidos por el gobierno. En 1942, fue arrestada por la Gestapo por ayudar a los judíos a escapar de la persecución, aunque no se sabe mucho sobre las circunstancias que llevaron a su arresto.
En los archivos de su universidad, existe un archivo que afirma que murió en febrero de 1945 en el campo de concentración de Neuengamme, pero no hay fuentes que lo corroboren. Según informes de testigos oculares, fue arrastrada fuera de su casa en el distrito de Wilmersdorf de Berlín y asesinada a tiros por miembros de la Schutzstaffel el 27 de abril de 1945, tres días antes de que llegara el Ejército Rojo durante la Batalla de Berlín.